# Relatieve dichtheid
De relatieve dichtheid of specifieke zwaartekracht van een stof is gedefinieerd als de verhouding tussen de dichtheid van die stof en die van water bij een temperatuur van 4 °C en een druk van 1 atmosfeer. Water heeft onder deze omstandigheden een dichtheid van 1000 kg/m³. De formule voor specifieke zwaartekracht is
{\displaystyle SG={\frac {\rho _{\mathrm {stof} }}{\rho _{\mathrm {water} }}}}
Relatieve dichtheid is dimensieloos. Stoffen met een relatieve dichtheid kleiner dan 1 hebben een lagere dichtheid dan water en blijven in water drijven. Stoffen met een relatieve dichtheid groter dan 1 hebben een hogere dichtheid dan water en zinken in water.